# Ciril Žižek
Ciril Žižek, slovenski pravnik in turistični organizator, * 8. julij 1890, Vojnik, † 11. april 1974, Nova Gorica, pokopan v Solkanu.

## Življenje in delo
Žižek je po končani gimnnazji v Celju  študiral pravo na univerzi v Gradcu (1908-1912) in prav tam  1914 tudi doktoriral. Postal je sodnik-pripravnik pri okrajnem in deželnem sodišču v Gradcu in Slovenskih Konjicah. V letih 1916–1918 je bil pri vojakih (v zaledju vodil mehanično delavnico, bil vojaški smučarski učitelj); 1918–1919 je bil odvetniški kandidat v Celju, 1919–1921 v službi pri finančni prokuraturi v Ljubljani, 1921–1932 pri ministrstvu za industrijo in trgovino v Beogradu šef odseka za turizem, do 1936 je delal pri Jugoslovanskem turing klubu v Beogradu. Nato je bil v Ljubljani tajnik Zveze za tujski promet in direktor turistične agencije Putnik. S potrdili Rdečega križa se je 1944 prebil do Rima, našel bazo NOV, ki ga je prek Barija poslala v Split; tu je kot član Jadranske komisije prevzemal od zaveznikov vojni material za  Glavni štab Narodnoosvobodilne vojske in partizanskih odredov Slovenije. V letih 1947–1950 je služboval v Ljubljani pri prometu, nato se iz zdravstvenih razlogov preselil na Primorsko, delal na okraju ali občini v Postojni in Novi Gorici in se 1959 upokojil.
Po osvoboditvi je Žižek 1952 osnoval Turistično (olepševalno) društvo Gorica in ustanovil tudi prvo turistično poslovalnico na Goriškem; društvo je med drugim odločno vplivalo na začetek gradnje olimpijskega plavalnega bazena v Novi Gorici. Od 1955 je bil v Novi Gorici predsednik Stalne turistične konference, od 1956 Okrajne turistične podzveze in od 1959 Goriške turistične zveze.
Žižek je bil že od mladosti naprej vnet športnik, zlasti planinec, kolesar in smučar. V Bohinju je zgradil prvo smučarsko skakalnico na Slovenskem, na kateri je bil leta 1921 na 1. jugoslovanskem prvenstvu v smučarskih skokih dosežen z 9 m državni rekord. Smučanje je zanesel tudi v Srbijo (Rtanj), v Beogradu sodeloval pri ustanovitvi več športnih društev (planinstvo, lahka atletika, veslanje, plavanje).